# Sayella hemphillii
Sayella hemphillii är en snäckart som först beskrevs av Dall 1884.  Sayella hemphillii ingår i släktet Sayella och familjen Pyramidellidae. Inga underarter finns listade i Catalogue of Life.